# Păpușa (film din 1968)

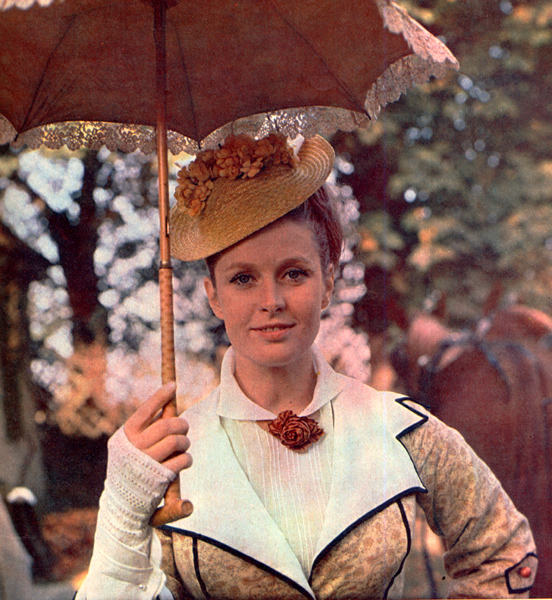
Beata Tyszkiewicz într-o scenă din film

Păpușa (titlul original: în poloneză Lalka) este un film dramatic polonez, realizat în 1968 de regizorul Wojciech Has, după romanul omonim a scriitorului Boleslaw Prus, protagoniști fiind actorii Beata Tyszkiewicz, Mariusz Dmochowski, Tadeusz Fijewski, Jan Kreczmar. 

## Conținut
Ca descendent al unei familii nobile poloneze sărace, tânărul Wokulski este nevoit să lucreze ca ospătar la Hopfer, un restaurant din Varșovia, în timp ce visa să trăiască o viață mai îndestulată. După ce a luat parte la revolta eșuată din 1863 împotriva Rusiei țariste, este condamnat la exil în Siberia. La întoarcerea la Varșovia, devine vânzător la magazinul de galanterie Mincel. Căsătorindu-se cu văduva regretatului proprietar care între timp murise, el devine bogat și banii îi folosește pentru a stabili un parteneriat cu un comerciant rus pe care l-a cunoscut în exil.
Cei doi comercianți pleacă în Bulgaria în timpul războiului ruso-turc, iar Wokulski face avere devenind furnizorul armatei ruse. Întreprinzătorul Wokulski se dovedește acum un romantic, îndrăgostindu-se de Izabela, fiica aristocratului stupid și falimentar, Tomasz Łęcki. În încercarea sa de a o câștiga pe Izabela, Wokulski începe să frecventeze teatre și saloane aristocratice; și pentru a-l ajuta pe tatăl ei în dificultate financiară, fondează o companie și îi ia pe aristocrați ca acționari în afacerea sa. 
Indolența acestora, care se asigură cu pensii pentru ei înșiși, sunt prea leneși pentru a-și asuma riscuri în noi afaceri, îl frustrează pe Wokulski. Capacitatea sa de a câștiga bani este respectată, dar lipsa lui de familie și rang social este condescendentă. Din cauza „ajutorului” său în secret pentru tatăl sărac dar influent al Izabelei, fata devine conștientă de afecțiunea lui. Până la urmă ea consimte să-l accepte, dar fără devotament sau iubire adevărată.

## Distribuție
- Beata Tyszkiewicz – Izabella Lecka
- Mariusz Dmochowski – Stanisław Wokulski
- Tadeusz Fijewski – Ignacy Rzecki
- Jan Kreczmar – Tomasz Lecki
- Tadeusz Kondrat – vârstnicul Szlangbaum
- Andrzej Płocki – Henryk Szlangbaum
- Jan Machulski – Julian Ochocki
- Jadwiga Gall – Zasławska
- Wiesław Gołas – baronul Krzeszowski
- Halina Kwiatkowska – baroneasa Krzeszowska
- Kalina Jędrusik – doamna Wasowska
- Andrzej Lapicki – Kazimierz Starski
- Jan Machulski – Julian Ochocki
- Anna Seniuk – Magdalenka
- Bogumił Kobiela – Lisiecki
- Janina Romanówna – contesa Jeanne
- Józef Pieracki – doctorul Szuman
- Tadeusz Ordeyg – baronul Dalski
- Elżbieta Starostecka – Ewelina Dalska, soția baronului Dalski
- Irena Orska – doamna Meliton
- Artur Młodnicki – mareșalul, participant la întâlnirea din salonul contesei de Karolowa
- Igor Przegrodzki – un aristocrat
- Ludwik Benoit – majordomul Krzeszowski
- Witold Pyrkosz – licitant
- Jan Kociniak – licitant
- Ryszard Kotys – licitant
- Jerzy Przybylski – bancher
- Jan Koecher – prințul
- Tomasz Zaliwski – un aristocrat

## Erată
- În poster titlul este trecut fără diacritice din greșeală „Papusa”, în loc de „Păpușa”.